# Krzysztof Komeda
Krzysztof Trzcinski (Poznań, 27 de abril de 1931 - Varsovia, 23 de abril de 1969) fue un compositor, arreglista y pianista de jazz polaco.
En 1939 se convirtió en el alumno más joven en ingresar al conservatorio de Poznań con tan solo 8 años. Médico de formación abandonó la medicina para dedicarse de lleno a la música, es considerado uno de los mejores músicos de la historia del Jazz polaco junto a Jerzy Matuszkiewicz, Andrzej Trzaskowski y Andrzej Kurylewicz. Trabajó junto a Roman Polanski y Andrzej Wajda componiendo la música para sus primeros cortos; más tarde realizó la música de la película El cuchillo en el agua (1962) de Polanski, que le proporcionó prestigio. Fue víctima de un trágico accidente: se cayó en un barranco volviendo a casa con su amigo Marek Hłasko en la ciudad de Los Ángeles, California sufriendo varias heridas en la cabeza, lo que le provocó la muerte pocos meses después.

## Filmografía parcial
- Dos hombres y un armario  (Roman Polanski, 1958) Cortometraje.
- Ángeles caídos (Roman Polanski, 1959) Cortometraje.
- Hasta mañana (Janusz Morgenstern, 1960)
- Inocentes encantadores (Andrzej Wajda, 1960)
- La montaña de cristal (Pawel Komorowski, 1960)
- El cuchillo en el agua (Roman Polanski,1962)
- Kattorna (Henning Carlsen, 1965)
- Sult (Henning Carlsen, 1966)
- Callejón sin salida (Roman Polanski, 1966)
- Niekochana (Janusz Nasfeter, 1966)[2]
- La partida (Jerzy Skolimowski, 1967)
- El baile de los vampiros (Roman Polanski, 1967)
- Rosemary's Baby (Roman Polanski,1968)
- Motín (Buzz Kulik, 1969)